# Aksonometrija
Aksonometrija (iz grščine akson (os) in metron (mera)) je metoda preučevanja geometrijskih likov v opisni geometriji.
Nadalje se deli na:
- frontalno,
- izometrično,
- monometrično in
- dimetrično aksometrijo.